# Референдум про незалежність Чорногорії (2006)
Референдум про незалежність Чорногорії — референдум про незалежність Республіки Чорногорії і вихід її зі складу державного союзу Сербії і Чорногорії відбувся 21 травня 2006 року. Загальна явка на референдумі склала 86,5 %. Для того, щоб Чорногорія вийшла з державного союзу з Сербією було потрібно 55 % голосів тих, хто проголосував. ЄС, ООН, Китай і Росія висловили намір поважати результати референдуму. 55,5 % проголосували за незалежність Чорногорії та 44,5 % віддали свої голоси проти порушення державного союзу з Сербією.
До 23 травня результати референдуму були визнані всіма п'ятьма постійними членами Ради Безпеки ООН, що свідчило про те, що після проголошення незалежності Чорногорією піде її міжнародно-правове визнання. 31 травня були оприлюднені результати референдуму, які підтверджували незалежність Чорногорії. Після цього 3 червня 2006 року парламент Чорногорії офіційно опублікував декларацію про незалежність.
Після цього союз Сербії і Чорногорії припинив своє існування. Сербія стала правонаступницею Сербії і Чорногорії. Уряд країни заявив про те, що в самій Сербії незабаром буде прийнята нова конституція.

### Конституційне законодавство
Процес виходу зі складу державного союзу Сербії і Чорногорії регулювався Конституційної хартії Сербії та Чорногорії, прийнятої 4 лютого 2003 року парламентом Союзної Республіки Югославія. Стаття 60 Конституції вимагала, щоб пройшло не менше трьох років з моменту ратифікації даної хартії, до того як одна з республік може вийти з державного союзу. Це означало, що виходить із союзу держава (у цьому випадку Чорногорія), подаючи заявку на вступ до міжнародних організацій (наприклад до Організації Об'єднаних Націй) повинна бути визнана світовим співтовариством, а Сербія стає правонаступницею Сербії і Чорногорії.

### На шляху до референдуму
За Конституцією Чорногорії державний статус не може бути змінений без всенародного референдуму. Закон про референдум був внесений на обговорення в чорногорський парламент президентом Філіпом Вуяновичем. 2 березня 2006 року закон про референдум був одноголосно прийнятий.
Прийнятий закон про референдум зобов'язував парламент поважати результати волевиявлення народу. Результати референдуму повинні бути оприлюднені протягом 15 днів, а рішення, яке буде винесено в ході голосування має бути виконане в ході 60 днів. Керівництво Сербії заявило, що воно буде поважати результати референдуму, і не втручатися в суверенітет Чорногорії.

### Передумови проведення референдуму
Переговори між владою Чорногорії та опозицією про умови проведення референдуму йшли з початку 2006 року. Спочатку опозиція, що виступала проти самостійності Чорногорії, категорично відмовлялася обговорювати навіть саму ідею проведення референдуму. Євросоюз запропонував своє посередництво. Посередницька місія була покладена на спецпредставника ЄС Мирослава Лайчака. У ході подальшого обговорення опозиція прийняла ідею референдуму і домовилася з правлячою коаліцією про умови його проведення. Тим не менш, залишалися розбіжності з ключового питання — про більшість, необхідному для прийняття рішення.
Згідно з чорногорським законом про референдум, для прийняття рішення необхідно було набрати 50 % плюс один голос з тих, хто брали участь у референдумі при обов'язковій явці не менше 50 %. Опозиція ж вимагала забезпечити участь у референдумі не тільки населення самої Чорногорії, але і чорногорців, які живуть у Сербії. У цих умовах Мирослав Лайчак запропонував свою формулу: Євросоюз визнає незалежність Чорногорії, якщо за неї проголосують 55 % від числа що беруть участь у референдумі. Ця формула викликала бурхливо негативну реакцію в Чорногорії. Прем'єр-міністр Міло Джукановіч попередив, що вона несе в собі небезпеку для стабільності Чорногорії.

### Питання референдуму

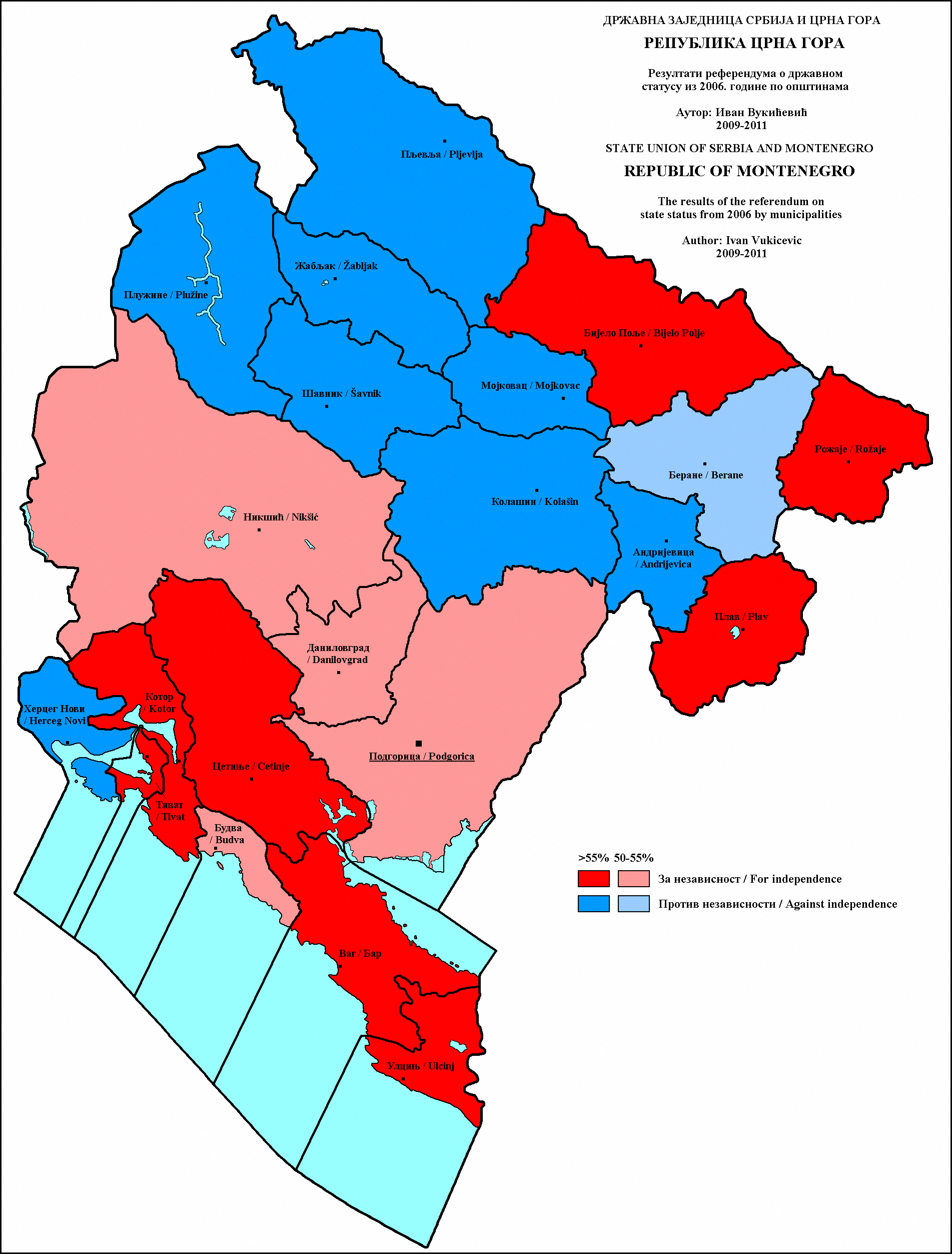
Червоним кольором відмічені муніципалітети де більшість висловилася, за незалежність. Синім відзначені території, де більшість населення проголосувала за збереження союзу із Сербією

Питання поставлене на референдумі звучав так:
- Желите ли да Република Црна Гора буде независна држава са пуним међународно-правним субјективитетом?
- Želite li da Republika Crna Gora bude nezavisna država sa punim međunarodno-pravnim subjektivitetom?

### Блоки
За незалежність виступали такі політичні сили:
- Демократична партія соціалістів Чорногорії
- Соціал-демократична партія Чорногорії
- Громадянська партія Чорногорії
- Ліберальна партія Чорногорії
- Народна єдність Чорногорії
- Албанська демократичний союз
- Хорватська громадянська ініціатива

Прихильники незалежності робили ставку на історію Чорногорії і права національних меншин. Чорногорія була визнана незалежною державою ще в 1878 році в ході Берлінського конгресу. У 1918 році незалежність країни була ліквідована, коли в умовах закінчення Першої світової війни асамблея Чорногорії прийняла акт об'єднання з Сербією. Прихильники Незалежності обіцяли всім національним меншинам повне дотримання їх прав в незалежній Чорногорії. Лідером прихильників Незалежності був Міло Джуканович.
За продовження союзу з Сербією виступали:
- Соціалістична народна партія Чорногорії
- Народна партія Чорногорії
- Демократична сербська партія
- Сербська народна партія

Опозиційні політичні сили, які виступали за збереження Сербії і Чорногорії, об'єднавшись в «Блок за любов» робили ставку на підтримку ЄС (який радив чорногорському керівництву не поспішати з питанням про відділення) і на наявність великих зв'язків із Сербією. «Юніоністи» стверджували, що правляча еліта, яка виступає за незалежність намагається перетворити Чорногорію в «приватне володіння» і притулок для злочинців. Також прихильники союзу стверджували, що не можна обривати історичні зв'язки з Сербією, оскільки 73 % громадян Чорногорії мають близьких родичів у Сербії. Лідером «юніоністів» був опозиціонер Предраг Булатович.

### Голосування

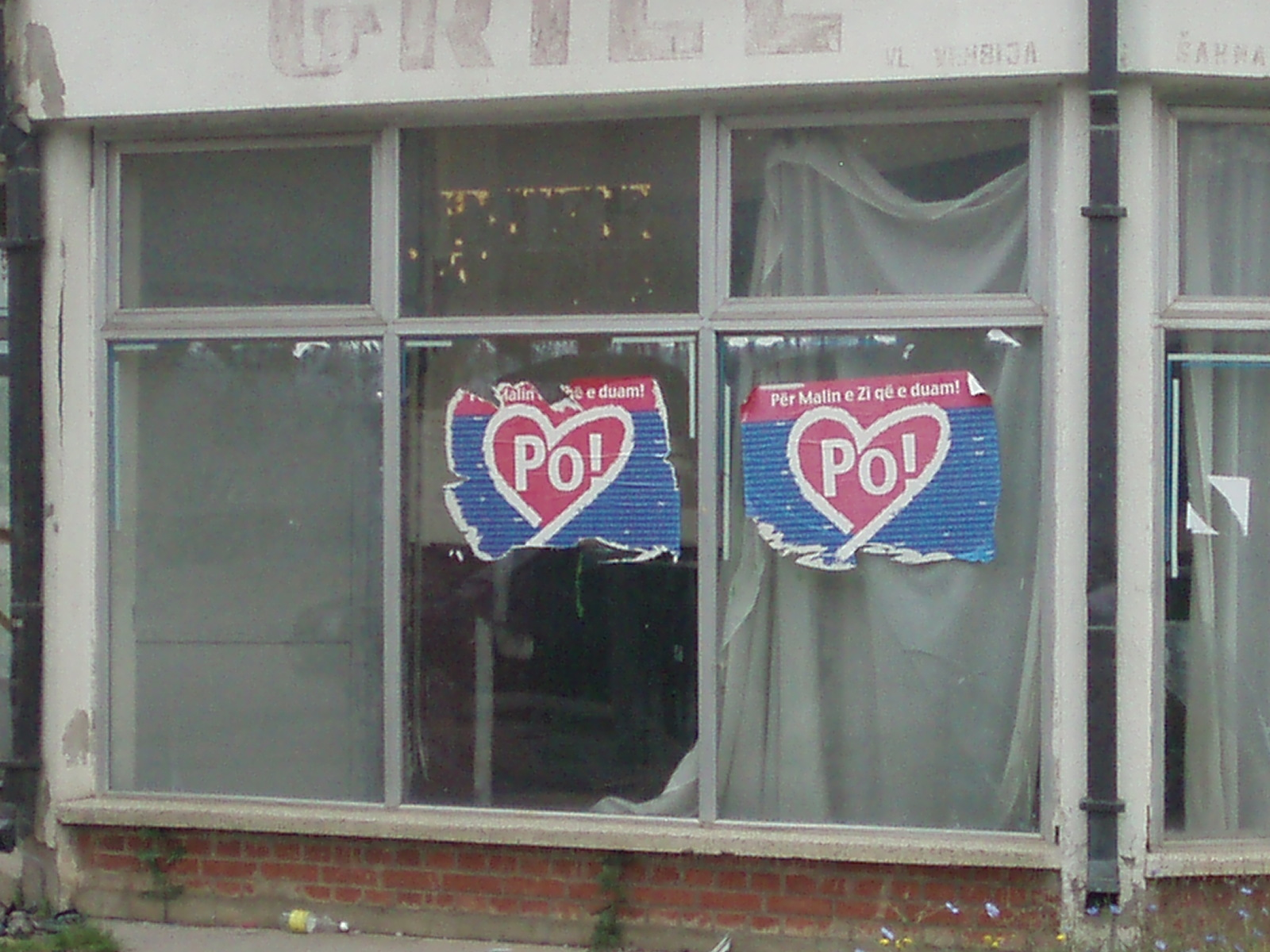
Плакати албанською мовою, що закликають голосувати за незалежність

Референдум проходив 21 травня 2006 року в неділю. У 21:00 за місцевим часом голосування завершилося. Згідно з попередніми даними, у голосуванні взяли участь 86,7 % внесених до списків виборців.
Вночі після завершення голосування лідер прихильників відділення Міло Джукановіч дав прес-конференцію, на якій заявив, що, за його даними, за незалежність проголосувало 55,5 % тих хто брав участь у референдумі. Проте пізніше було оголошено, що за незалежність проголосували 55,3 % жителів Чорногорії. Але в підсумку необхідної кількості голосів для проголошення незалежності вистачило, хоча необхідний поріг був перевищений всього лише на 2000 голосів. У цей же час лідер опозиції Предраг Булатович заявив, що, за його даними, за відокремлення проголосували 54 %, тобто необхідного числа голосів для незалежності набрано не було.
22 травня 2006 року після підрахунку голосів за даними Республіканської комісії з організації референдуму в Чорногорії голова комісії референдуму представник ЄС Франтішек Липка повідомив, що за вихід Республіки Чорногорії зі складу державного співтовариства Сербії і Чорногорії висловилися 55,6 % голосуючих, за союз Сербії і Чорногорії — 44,5 % учасників референдуму.
23 травня 2006 року виборча комісія Чорногорії оголосила результати референдуму. Явка на референдумі склала 86,49 %. 55,49 % голосуючих висловилися за незалежність. 44,51 % висловилися за збереження союзу Сербії і Чорногорії. Підведення остаточних результатів було відкладено у зв'язку з тим, що 19 000 голосів оспорювалося опозицією. Предраг Булатович відмовився визнати результати референдуму, заявивши, що інформацію про підсумки голосування не можна вважати остаточною. Він зажадав повного перерахунку голосів, проте в цьому опозиції було відмовлено комісією з проведення референдуму і європейськими спостерігачами, які заявили про впевненість у тому, що голосування було вільним і справедливим.
У регіонах на кордоні з Сербією і Боснією більшість висловилася проти незалежності. У муніципалітеті Плужине, населеному сербами, 75 % проголосували за союз. У центральних районах Чорногорії, де більшість населення становили чорногорці, прихильники незалежності мали значну підтримку.
У прибережних районах близько 60 % висловилися за незалежність. На півдні в муніципалітеті Ульцинь, де більшість населення становлять албанці, за незалежність проголосували 87 %. Більшість муніципалітетів, де основним населенням були серби, проголосували за союз; найбільше за незалежність проголосували в населених албанцями і боснійцями Ульцинь і Рожає.

### Міжнародна реакція
22 травня 2006 року президент Хорватії Степан Месич надіслав вітальну телеграму на Подгорицю. Месич був першим іноземним лідером, яке відреагувало на позитивний підсумок референдуму для прихильників незалежності. Генеральний секретар Ради Європейського союзу Хав'єр Солана привітав Чорногорію з «успішним» референдумом і зазначив, що висока 86-ти відсоткова явка підтверджує легітимність процесу. Комісар ЄС з питань розширення Оллі Рен заявив: «Європейське майбутнє відкрите для Чорногорії, як і для Сербії, якщо тільки вони будуть відповідати різними критеріями, особливо в частині співпраці з МТКЮ».
23 травня представник США заявив, що «референдум був проведений відповідно до вимог ОБСЄ і Ради Європи та іншими міжнародними стандартами демократичних виборчих процесів». Також США закликали Подгорицю і Белград співпрацювати для вирішення практичних питань, необхідних для здійснення волі народу Чорногорії, висловлену на референдумі. МЗС Росії 23 травня виступив із заявою у якому говорилося, що «Росія з повагою ставиться до волевиявлення взяли участь у референдумі чорногорських громадян, більше половини яких висловилися за незалежність Чорногорії». Крім цього, російська сторона закликала Чорногорію і Сербію приступити до конструктивної, доброзичливій і всебічному діалогу з метою вироблення взаємоприйнятних політичних рішень, що стосуються вибудовування їх подальших взаємовідносин. Британський міністр Європи Джеффрі Хун зазначив, що референдум відповідав міжнародним стандартам, а також додав, що «народ Чорногорії висловив ясне бажання за створення незалежної держави».
Міністерство закордонних справ Китайської Народної Республіки заявило, що «Китай поважає вибір народу Чорногорії, і остаточний результат референдуму». Усі п'ять постійних членів Радбезу ООН одностайно визнали результати референдуму про незалежність Чорногорії.

### Реакція в Сербії
Президент Сербії Борис Тадіч визнав підсумки референдуму про незалежність Чорногорії відразу після оголошення результатів голосування. Прем'єр-міністр Сербії Воїслав Коштуніца, який був противником незалежності Чорногорії визнав результати референдуму лише в кінці тижня.

Прем'єр-міністр самопроголошеної Республіки Косово Агім Чеку заявив:
Це останній акт історичної ліквідації Югославії. У цьому році Косово наслідуватиме приклад Чорногорії.
За інформацією хорватської газети «Вечірні Лист» регіональні організації сербів, які проживають в Боснії і Герцеговині планували також підготовку до проведення референдуму про незалежність Республіки Сербської. Хоча за заявами міністра закордонних справ Боснії Младена Іванича референдум у Чорногорії не вплине на Боснію і Герцеговину і на ситуацію на Балканах в цілому. Ця інформація викликала засудження США, ЄС та інших країн. Прем'єр-міністр Республіки Сербської Мілорад Додік пізніше відмовився від ідеї підготовки до такого референдуму, оскільки він міг дестабілізувати обстановку в Боснії і порушував би принципи Дейтонської мирної угоди.